# Донец, Ирина Николаевна
Ирина Николаевна Донец (род. 20 августа 1976 года, Калининград) — российская и голландская волейболистка, игрок сборных России (1993) и Нидерландов (2002—2004). Центральная блокирующая. Мастер спорта России (1996).

## Биография
Волейболом Ирина Донец начала заниматься в ДЮСШ Калининграда у тренера М. Т. Леньшина. В 1993 году была приглашена в ВК «Уралочка» (Екатеринбург). В 1993—1996 выступала за команду «Уралочка»-2/«Уралтрансбанк», в составе которой трижды становилась бронзовым призёром чемпионатов России. В 1996 в составе «Уралочки» стала серебряным призёром Кубка европейских чемпионов. В 1998—2001 выступала в Нидерландах за АМВЙ (Амстелвен), а в 2001—2006 в Италии за команды из Равенны и Бусто-Арсицио. Последний сезон перед завершением игровой карьеры (2006/2007) провела в России, где играла за новоуренгойский «Факел» в высшей лиге «А» чемпионата России.
В составе женских молодёжных и юниорских сборных России стала чемпионкой мира среди девушек 1993, бронзовым призёром чемпионата мира 1995 и чемпионкой Европы 1994 среди молодёжных команд.
В 1993 году в составе национальной сборной России выиграла бронзовые медали Всемирного Кубка чемпионов.
В начале XXI века Ирина Донец сменила волейбольное гражданство и в 2002—2004 выступала за сборную Нидерландов. В её составе принимала участие в чемпионате мира 2002, Гран-при и чемпионате Европы 2003 и европейском олимпийском отборочном турнире 2004.

## Клубная карьера
- 1993—1996 —  «Уралочка»-2/«Уралтрансбанк» (Екатеринбург);
- 1998—2001 —  АМВЙ (Амстелвен);
- 2001—2004 —  «Старфин»/«Пинета Гуру» (Равенна);
- 2005—2006 —  «Димельо» (Бусто-Арсицио);
- 2006—2007 —  «Факел» (Новый Уренгой).

## Достижения

### С клубами
- 3-кратный бронзовый призёр чемпионатов России — 1994—1996;
- серебряный призёр розыгрыша Кубка европейских чемпионов 1996;
- серебряный призёр Кубка ЕКВ 2002.

### Со сборными России
- бронзовый призёр Всемирного Кубка чемпионов 1993;
- бронзовый призёр чемпионата мира среди молодёжных команд 1995;
- чемпионка Европы среди молодёжных команд 1994;
- чемпионка мира среди девушек 1993.